# Río Altarejos
El río Altarejos es un curso de agua del interior de la península ibérica, afluente del Júcar. Discurre por la provincia española de Cuenca.

## Descripción
El río, que nace en la provincia española de Cuenca, única por la que discurre, es de caudal muy estacional. Deja a ambos lados de su curso localidades como Altarejos y Mota de Altarejos, recibiendo en esta última las aguas de otro arroyo. Termina por desembocar en el río Júcar. A mediados del siglo XIX, su curso no era hogar de fauna piscícola de ninguna clase.
Aparece descrito en el segundo volumen del Diccionario geográfico-estadístico-histórico de España y sus posesiones de Ultramar de Pascual Madoz de la siguiente manera:

ALTAREJOS: r. ó arroyo de la prov. y part. jud. de Cuenca: tiene su origen en varios manantiales que brotan en los prados que hay en dicho part. y l. de la Mota de Altarejos cuya pobl. atraviesa, sigue su curso hácia el S., y sin salir del part. desagua en el Júcar, despues de haber fertilizado la vega de la Mota y regado algunos huertos de Altarejo, en cuya v. tiene 2 puentes de piedra, aunque de poco mérito y valor, con un solo arco, y otro igual en la Mota. No se puede graduar el caudal de sus aguas, porque varian mucho con las estaciones; pero es perenne su curso, y en las inmediaciones de la v. que le da nombre, recibe las de otro arroyo que se forma en ella de los manantiales ó fuentes que sirven para el surtido del vec. En este r. ó arroyo no se cria pescado de ninguna clase.
(Madoz, 1846, p. 208)